# Requião
Requião es una freguesia portuguesa del concelho de Vila Nova de Famalicão, con 8,20 km² de superficie y 3.034 habitantes (2001). Su densidad de población es de 370,0 hab/km².

## Galería

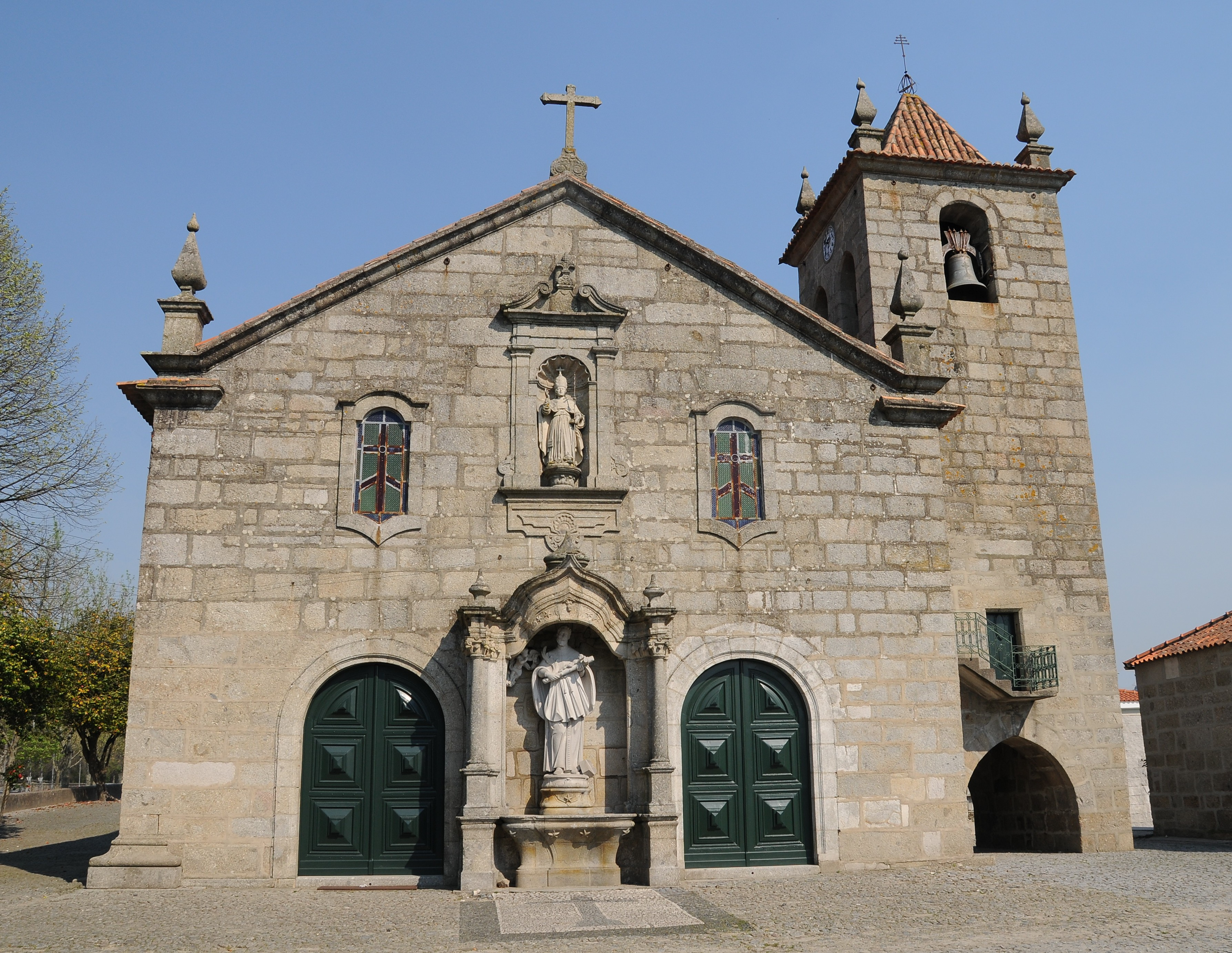
Iglesia de Requião